# 德清站
德清站是宁杭客运专线上的一座车站，位于中国浙江省湖州市德清县境内。车站站房工程于2010年7月28日开工，站场规模为2台4线（宁杭场），2013年7月1日随宁杭客运专线开通运营:260。湖杭铁路在德清设站，2020年车站于既有站场东侧增建2台4线的湖杭场（与宁杭场共用一座岛式站台）。

## 车站结构

### 站房

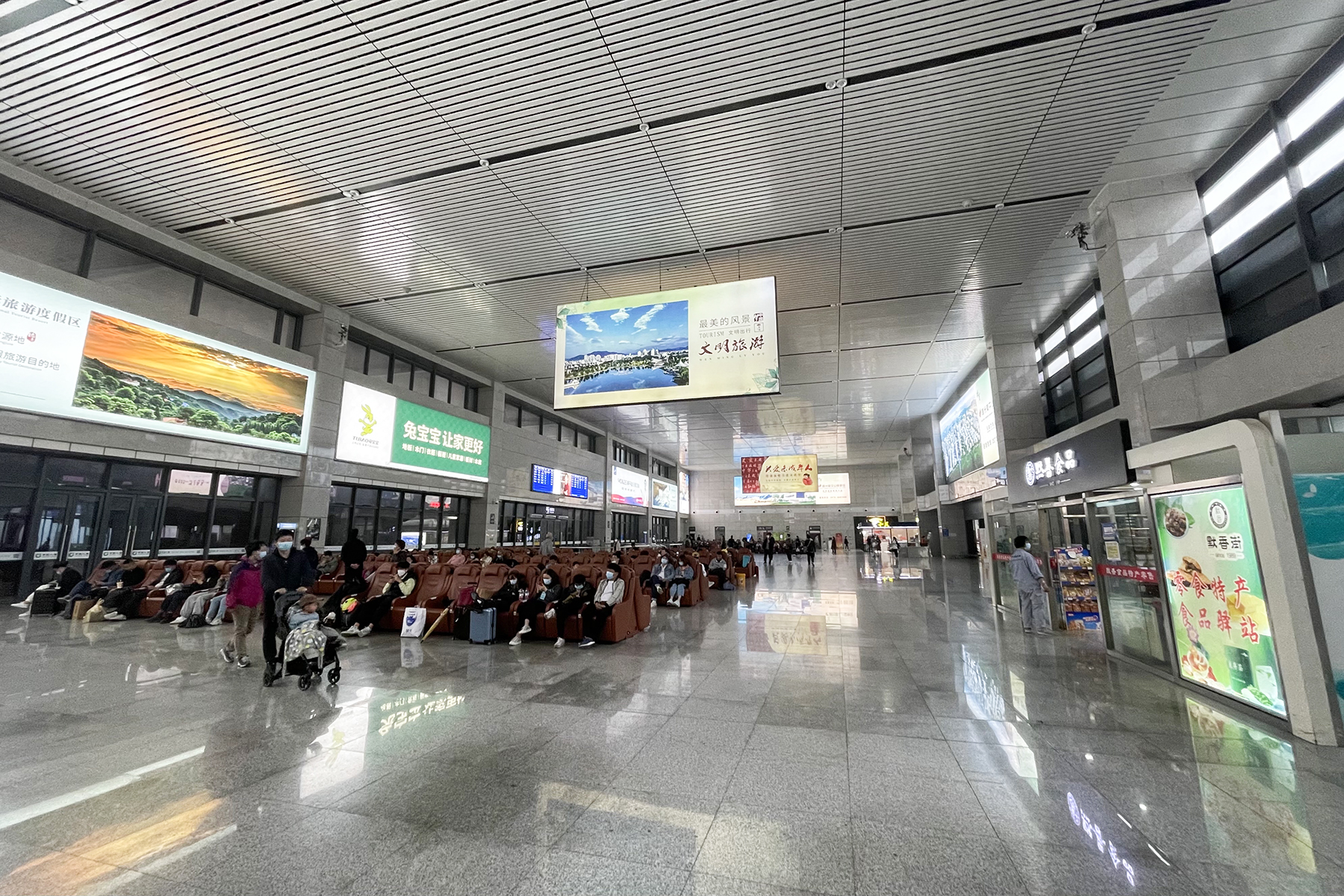
车站候车室

德清站站房设计灵感来源于德清当地的“竹文化”，建筑面积5975平方米:260。候车大厅面积2884平方米，可容纳920人同时候车。车站站前广场面积1.8万平方米，12根文化柱为其特色。车站共设两层，上层为站台层，下层为旅客集散层。

### 站场
德清站站场位于金鹅山西侧，既有站场有宁杭客运专线经过，规模2台4线。湖杭场位于既有站场东侧，规模2台4线。
| 2F | 侧式月台 | 侧式月台                                   |
| 2F | 4站台    | 合杭高速铁路 往桐庐方向（杭州西）          |
| 2F | 通过线   | 合杭高速铁路下行列车                       |
| 2F | 通过线   | 合杭高速铁路上行列车                       |
| 2F | 3站台    | 合杭高速铁路 往合肥方向（湖州）            |
| 2F | 岛式月台 |                                            |
| 2F | 2站台    | 宁杭高速铁路 往杭州东方向（杭州东）        |
| 2F | 通过线   | 宁杭高速铁路下行列车                       |
| 2F | 通过线   | 宁杭高速铁路上行列车                       |
| 2F | 1站台    | 宁杭高速铁路 往南京南方向（湖州）          |
| 2F | 侧式月台 |                                            |
| 1F | 站房     | 出站口、进站口、售票、候车、检票、办公区域 |
| 1F | 接驳交通 | 停车场、公交站                             |